# Ареола

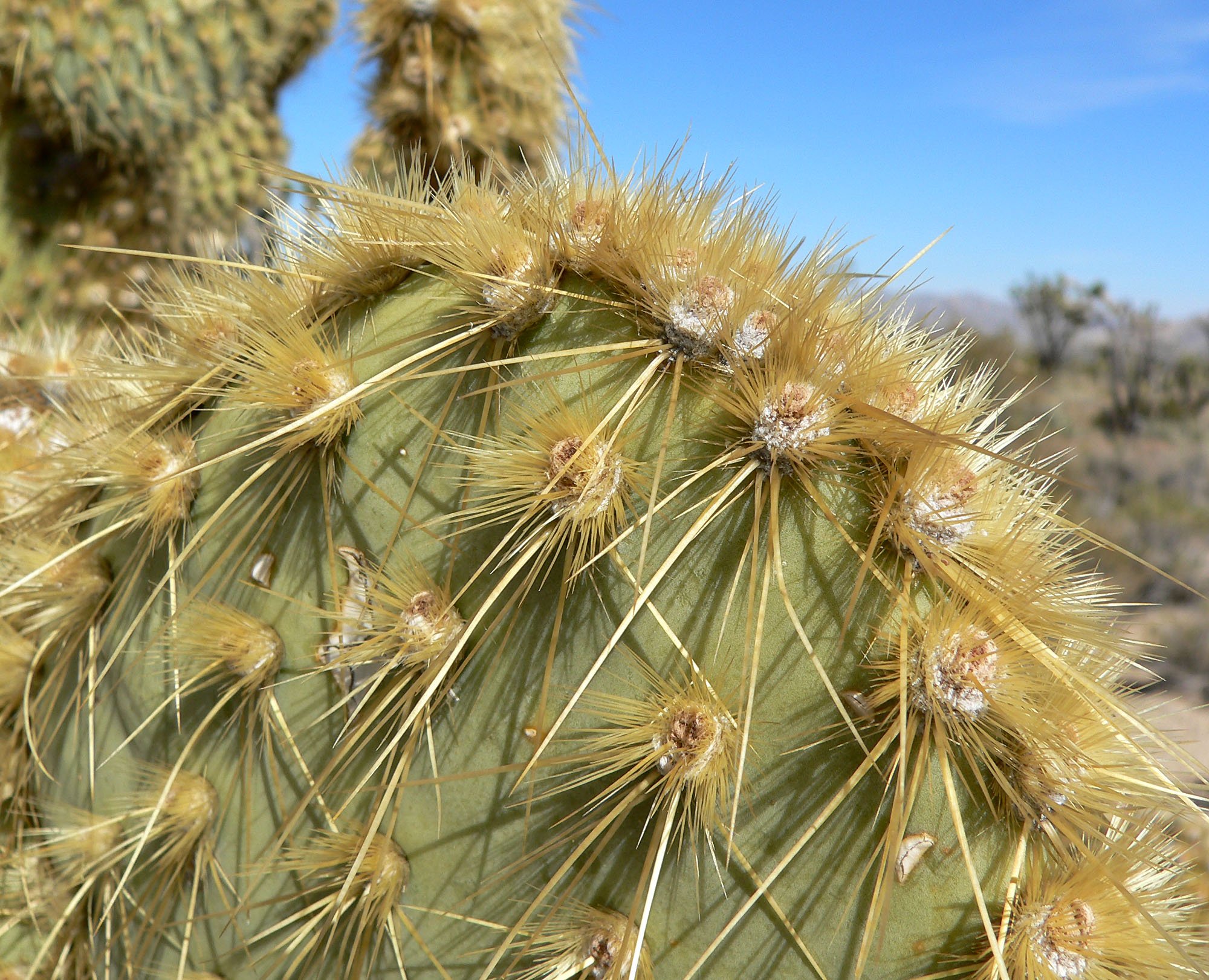
Колючки и глохидии на ареолах

Ареола (лат. areola — «площадка») — сильно видоизменённая пазушная почка у представителей семейства кактусовые (Cactaceae), представляющая собой густо покрытый обычно шерстистыми волосками участок с приуроченными к нему колючками. Является типичным признаком, характерным для всех видов семейства кактусовые, присутствующим у всех таксонов (хотя колючки у растений ряда видов во взрослом состоянии не формируются), и подтверждающим, таким образом, филогенетическую общность представителей семейства.
Ареолы (пазушные почки) кактусовых имеют строение, отличающее их от почек других растений. Они билатерально-симметричны (имеют лишь одну плоскость симметрии) и разделены на две части: абаксиальную (нижнюю), где формируются колючки, и адаксиальную (верхнюю), где формируется цветок или побег. Такое строение имеют и ареолы, имеющие округлую форму. Заметнее билатерально-симметричное строение у видов с пектинатными колючками, ещё больше оно выражено у корифант и достигает максимального проявления у маммиллярий и некоторых ариокарпусов, у которых пазушная почка разделена на две пространственно разграниченные части: ареолу и аксиллу. Ареолы (пазушные почки) маммиллярий и некоторых ариокарпусов называют диморфными. Особенности строения ареол маммиллярий позволяют говорить о наличии у кактусовых сериальных ареол.
Ареолы обычно имеют короткое и светлое опушение, но на генеративных ареолах опушение заметно длиннее. В ареолах формируются колючки разнообразных форм, длины и цвета, являющиеся видоизмененными почечными чешуями. Обычно из одной ареолы (или аксиллы у сосочковых кактусов) развивается один цветок, но у некоторых видов родов вайнгартия, рипсалис и неопортерия из одной ареолы может формироваться более одного цветка одновременно, или за сезон, или за два сезона (у вайнгартий).
У некоторых цереусов — миртиллокактус и пахицереус — из одной ареолы, которая по сути представляет собой зачаточный побег, в течение нескольких лет формируются цветки, у миртиллокактуса одновременно из одной ареолы может образоваться до 10—12 цветков.
У маммиллярий боковые побеги и цветки формируются в меристеме аксилл, но у некоторых форм наблюдается образование цветков как в аксиллах, так и в ареолах (Mammillaria polythele f. nuda).
Обильное опушение, развивающееся из ареол, защищает их меристемы от чрезмерной инсоляции, а также электростатически притягивают мельчайшие капельки воды.

## Галерея

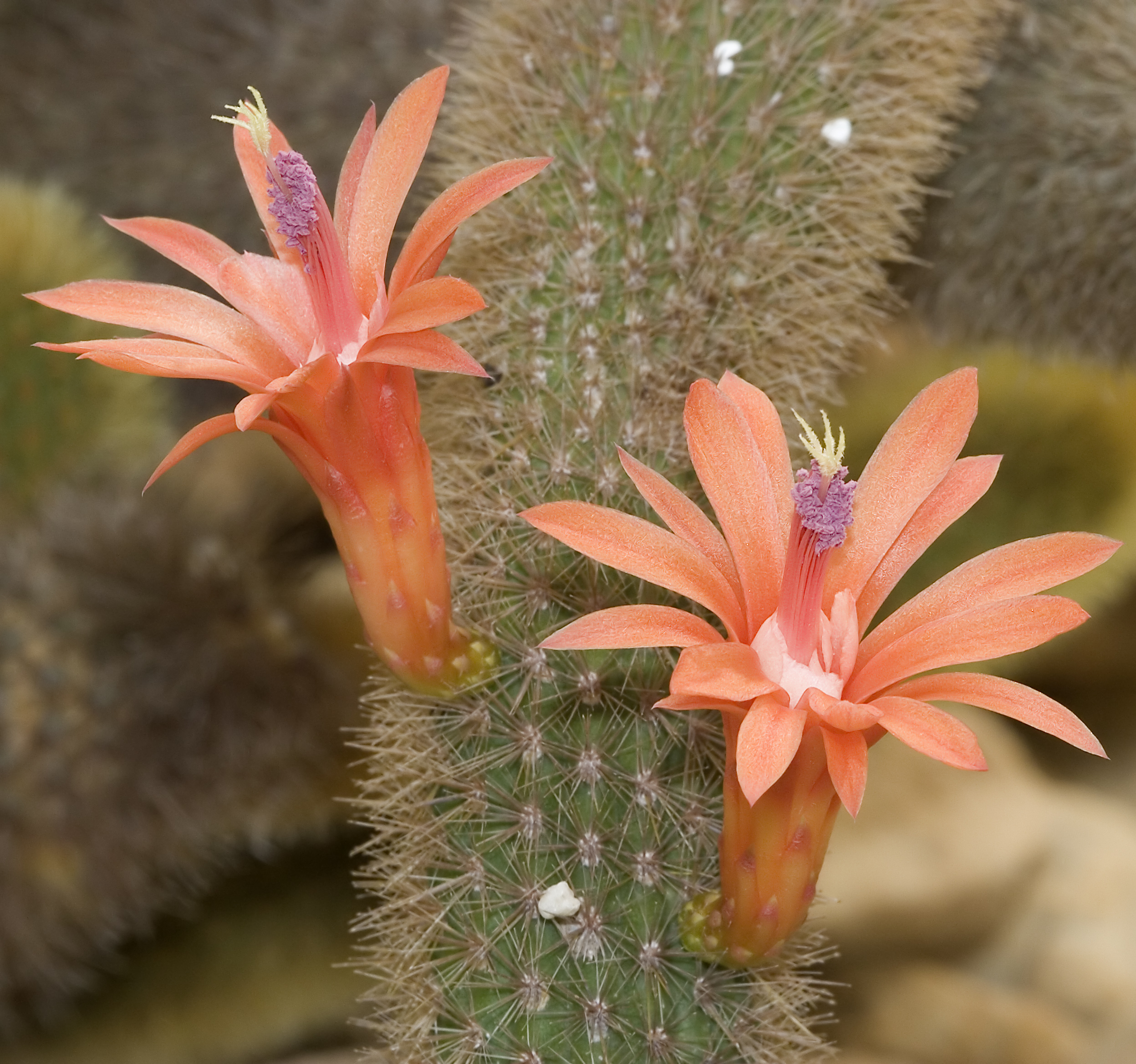
Цветки, появившиеся из ареол Cleistocactus winteri
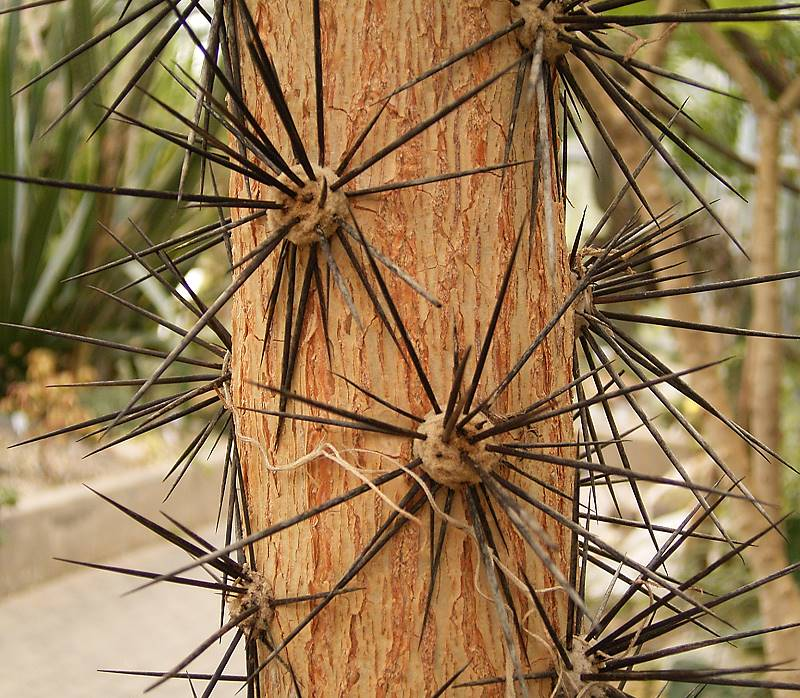
Ареолы и колючки Pereskia grandifolia
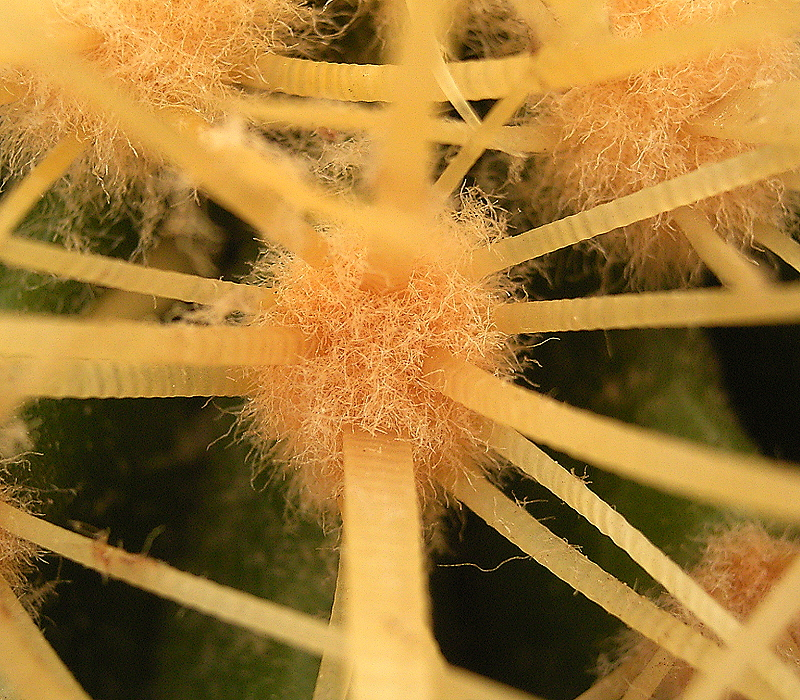
Ареола у эхинокактуса Грузона (Echinocactus grusonii)